# Carsten Meinert
Carsten Meinert (* 1977) ist ein deutscher Rechtswissenschaftler und derzeit Professor für Bürgerliches Recht, Unternehmens- und Steuerrecht an der Universität Potsdam.

## Leben
Nach Abitur und Zivildienst absolvierte er eine Ausbildung zum Diplom-Finanzwirt (FH) in Nordkirchen (1998). Nach dem Studium der Rechtswissenschaften an der Universität Osnabrück (2001) mit einem Auslandssemester an der Universität Lausanne/Schweiz (2004) legte er 2006 die erste juristische Staatsprüfung im Freiversuch ab. Danach promovierte er an der Universität Bonn bei Rainer Hüttemann und Franz Wassermeyer. Sein Referendariat absolvierte er unter anderem bei der Europäischen Kommission in Brüssel und bei Flick Gocke Schaumburg in Bonn. Danach legte er 2010 die zweite juristische Staatsprüfung in Nordrhein-Westfalen ab. Seit 2011 war er Richter am Finanzgericht Köln. Nach der Habilitation 2022 in Bonn bei Rainer Hüttemann und Jens Koch (Venia legendi für die Fächer Bürgerliches Recht, Handels- und Gesellschaftsrecht sowie Bilanz- und Steuerrecht) nahm er einen Ruf der Universität Potsdam an und ist dort Professor für Bürgerliches Recht, Unternehmens- und Steuerrecht.
Meinert ist unter anderem Mitglied in der Zivilrechtslehrervereinigung und stellvertretender Vorstand beim Potsdamer Steuerforum e.V.

## Auszeichnungen
Für seine Dissertation erhielt Meinert 2009 den Gerhard-Thoma-Ehrenpreis.
Seine Habilitationsschrift wurde 2023 als bedeutende wissenschaftliche Leistung auf dem Gebiet des Stiftungsrechts oder sonstigen Rechts der Non-Profit-Organisationen mit dem W. Rainer Walz-Preis ausgezeichnet.

## Forschungsschwerpunkte
Meinerts Forschungsschwerpunkte liegen überwiegend im Bilanz- und im Steuerrecht. Hier ist er unter anderem Mitkommentator in Kommentaren zum Einkommensteuergesetz und zum Handelsgesetzbuch, wobei er sich vorwiegend der Kommanditgesellschaft und dem Jahresabschluss annimmt. Auch zu den bilanzrechtlichen Aspekten der LIFO-Methode hat er publiziert. Außerdem forscht er zum allgemeinen Zivilrecht. Hier hat er sich über seine Dissertationsschrift und weitere Fachaufsätze insbesondere dem Schenkungsrecht, vor allem der gemischten Schenkung gewidmet.

## Schriften (Auswahl)
- Die Bildung objektübergreifender Bewertungseinheiten nach Handels- und Steuerrecht (= Rechtsordnung und Steuerwesen. Band 40). Otto-Schmidt-Verlag, Köln 2010, ISBN 978-3-504-64239-6 (zugleich: Dissertation, Universität Bonn, 2009).
- mit Rainer Hüttemann: Die Lifo-Methode in Handels- und Steuerbilanz (= IFSt-Schrift. Nr. 486). Institut Finanzen und Steuern, Berlin 2013, ISBN 978-3-89737-031-9.
- Die „gemischte Schenkung“. Eine Studie zum Schenkungsbegriff und zur Teilentgeltlichkeit im System des BGB. Mohr Siebeck Verlag, Tübingen 2025, ISBN 978-3-16-164188-6 (zugleich: Habilitationsschrift).
- mit Bert Füssenich, Andreas Herlinghaus, Rainer Hüttemann et al. (Bearb.): Unternehmenssteuerrecht. Hrsg.: Rainer Hüttemann, Wolfgang Schön. Otto-Schmidt-Verlag, Köln 2024, ISBN 978-3-504-20090-9.